# Мостовики
Мостовики (біл. вёска Маставікі) — село в складі Мядельського району Мінської області, Білорусь. Село підпорядковане Кривицькій сільській раді, розташоване в північній частині області.